# Ecocardiografia da sforzo

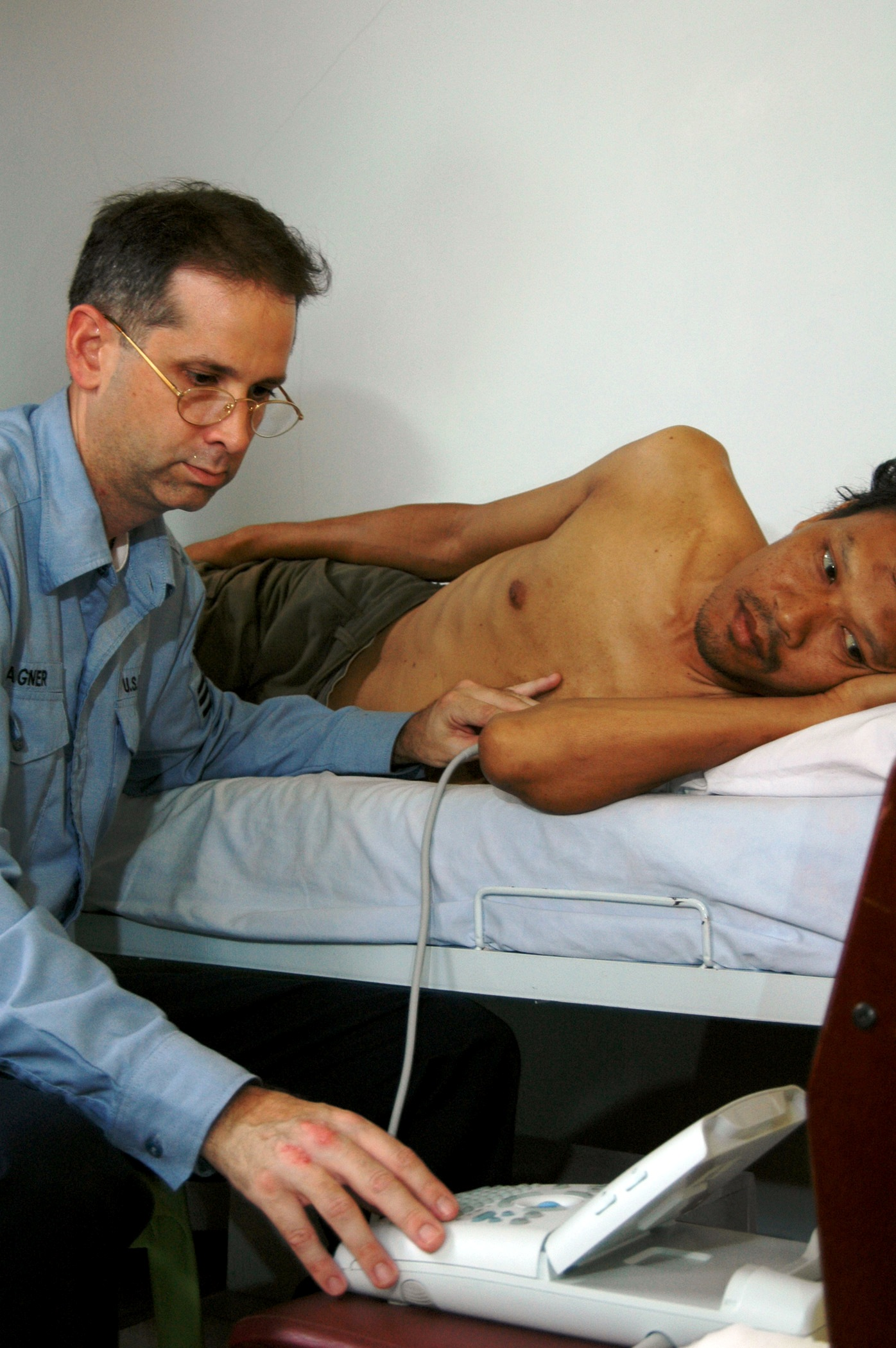
Un medico esegue un ecocardiogramma con un apparecchio portatile

L'ecocardiografia da sforzo e' un tipo di ecocardiografia da stress  ed è un esame tipico della cardiologia, dove si effettua una ecocardiografia durante uno stress (fisico o farmacologico), sotto costante controllo medico ed elettrocardiografico.

## Caratteristiche
L'ecocardiografia da sforzo si effettua con un costante monitoraggio dell'ecocardiogramma sia prima che durante e dopo uno stress fisico a cui la persona viene sottoposta.
Lo stress è di tipo fisico (sforzo) come una corsa su un tappeto rotante, oppure un test da sforzo al cicloergometro (cyclette - il più comune ora anche nei paesi anglosassoni) per la possibilità ad acquisire le immagini durante l'esercizio e quindi di valutare cosa accade al cuore durante l'incremento dello sforzo.
Se la persona non è in grado di effettuare un esercizio fisico (ad esempio per problemi ortopedici) o se il medico lo ritiene si può ricorrere ad uno stress farmacologico.
I farmaci utilizzati a questo scopo sono differenti ed infusi per via endovenosa. Quando viene eseguito uno stimolo farmacologico il paziente si trova sdraiato sul lettino ed il medico ha il tempo necessario per acquisire con l'ecografo le immagini in modo preciso e confortevole. Lo stimolo farmacologico rende possibile l'acquisizione delle immagini ecocardiografiche ad ogni aumento del dosaggio e quindi consente una valutazione passo passo.
I farmaci utilizzati sono il dipiridamolo (EcoDipiridamolo), la dobutamina (EcoDobitamina) o l'adenosina (EcoAdenosina).

## Procedura

### Ecocardiografia con stress fisico
Un ecocardiogramma basale permette l'acquisizione delle immagini del cuore prima che venga effettuato lo sforzo. Questa è la valutazione basale alla quale il medico fa riferimento.
A questo punto il paziente inizia ad eseguire lo sforzo fisico (pedalando sulla cyclette oppure sul tappeto rotante) fino a raggiungere una intensità massima (Test massimale, limitato dai sintomi) . Se si utilizza un tappeto rotante all'apice dello sforzo il paziente interrompe e si deve sdraiare velocemente sul lettino dove il medico esegue una nuova ecografia ed acquisisce delle immagini, nelle proiezioni usuali, che vengono paragonate con quelle basali.
Da alcuni anni sono stati introdotti nell'uso clinico dei Lettoergometri in modo tale che il paziente possa eseguire lo sforzo pedalando in posizione supina o semisupina che consente una ottimale acquisizione delle immagini durante lo sforzo.

### Ecocardiografia con stress farmacologico
Se il paziente non è in grado di fare uno sforzo significativo può eseguire un ecostress farmacologico. 
Al paziente viene chiesto di sdraiarsi, con il torace già scoperto, su un particolare lettino leggermente inclinato. Il paziente deve assumere la posizione laterale sinistra (sul fianco sinistro). È comunque richiesta la collaborazione del paziente durante l'esecuzione dell'esame. Il paziente su sollecitazione del medico deve infatti assumere una serie di posizioni che favoriscono la visualizzazione delle varie strutture cardiache.
Anche in questo caso vengono innanzitutto acquisite immagini a riposo (ecocardiogramma basale). Successivamente si inizia l'infusione della sostanza scelta per lo stress farmacologico.
Le sostanze più impiegate comprendono la dobutamina, probabilmente la sostanza più utilizzata, ma anche il dipiridamolo e l'adenosina. In caso di mancato incremento della frequenza cardiaca, spesso dovuto all'interferenza farmacologica della terapia in corso (come i beta-bloccanti), è prassi comune infondere dosi aggiuntive e scalari (ogni 60") di Atropina endovena da 0,25 a un massimo di 1 mg in 4 minuti. Tale pratica è più diffusa con il Dipiridamolo, che per le sue caratteristiche farmacologiche provoca un minor incremento in frequenza rispetto alla dobutamina e agli altri agenti simpaticomimetici.
Ad ogni aumento del dosaggio del farmaco infuso il medico valuta ecocardiograficamente le eventuali alterazioni della cinetica cardiaca (il movimento di atri, ventricoli e del setto interventricolare) indotte durante lo stimolo e le confronta con le immagini basali.
Alcuni parametri, come l'elettrocardiogramma e la pressione arteriosa, sono tenuti costantemente sotto controllo durante l'esecuzione dello stress, sia fisico che farmacologico.

#### Controversie: ecostress con dipiridamolo o dobutamina?
La American Heart Association/American College of Cardiology ha emanato delle linee guida che concludono affermando che "l'eco stress con dobutamina ha sostanzialmente una sensibilità maggiore rispetto all'eco stress eseguito con un vasodilatatore [dipiridamolo] nella individuazione di stenosi coronarica". 
Diversamente la Società Europea di Cardiologia l'Associazione Europea di Ecocardiografia ritengono che i due test hanno applicazioni molto simili.
Una metanalisi di Picano del 2008 concludeva che l'ecostress con dipiridamolo e dobutamina hanno "la stessa precisione, specificità e - soprattutto - sensibilità nel rilevare la malattia coronarica." Le raccomandazioni europee evidence-based concludono affermando che la "dobutamina ed i vasodilatatori (a dosi adeguatamente alte) sono fattori di stress ischemico altrettanto potenti per indurre alterazioni del movimento della parete in presenza di una stenosi critica delle arterie coronariche".

## Utilità e indicazioni
Questo esame si dimostra molto utile per comprendere la provenienza del dolore toracico, un sintomo spesso evidenziato dai pazienti. 
Se le arterie coronarie sono stenotiche (occluse) il flusso di sangue, che in condizioni di riposo è sufficiente alle necessità del muscolo cardiaco, durante lo sforzo può divenire insufficiente e le zone del cuore non adeguatamente perfuse (vascolarizzate), si contraggono in misura minore, in modo asincrono rispetto alle strutture controlaterali, o addirittura si fermano.
Le anomalie delle contrazione possono associarsi ad alterazioni dell'elettrocardiogramma, oppure a sintomatologia di dolore toracico tipico, ma possono anche risultare il primo e unico segno di sofferenza cardiaca.
L'esame è indicato per lo studio di una sospetta malattia coronarica e permette di valutare l'estensione di muscolo cardiaco a rischio. Viene in genere eseguito in caso di non eseguibilità od interpretabilità del tradizionale elettrocardiogramma da sforzo, quando questo risulti dubbio o quando persista un sospetto clinico dopo la sua esecuzione . 
Lecostress ha in generale una sensibilità ed una specificità maggiori del test da sforzo. L'esame è utilizzato anche per valutare in generale la prognosi e su persone dopo un evento di infarto per comprendere la condizione cardiaca.
L'esame è anche indicato per soggetti con deterioramento della funzione cardiaca a causa di una coronaropatia, per valutare l'opportunità di un intervento di rivascolarizzazione con bypass od angioplastica.
Indicazioni in sintesi:
1. probabilità pretest di Malattia coronarica intermedia ( 10-90 %)
  1. angina o equivalenti anginosi con un test da sforzo non diagnostico o negativo (esame di secondo livello)
  2. Alterazioni ECG di base (esame di primo livello, da sforzo o Farmacologico)
  3. impossibilità ad eseguire sforzi fisici (Esame di primo livello, Farmacologico)
2. precedenti test anormali
  1. cateterismo anormale con stenosi coronariche intermedie
  2. stress test con peggioramento dei sintomi durante terapia medica
  3. calcium score coronarico (AGATSTON) ≥400
  4. stenosi coronariche intermedie alla CT Computerized Tomography